# Maria Clara Eimmart
Maria Clara Eimmart (Norimberga, 27 maggio 1676 – Norimberga, 29 ottobre 1707) è stata una disegnatrice e astronoma tedesca.

## Biografia
Con la diffusione del telescopio i trattati di astronomia erano affiancati da appendici con delle illustrazioni e una valida disegnatrice fu Maria Clara Eimmart di Norimberga che imparò il mestiere dal padre, pittore di successo, incisore ed astronomo dilettante. Nel loro osservatorio privato, divenne una disegnatrice minuziosa di tavole astronomiche, in particolare di comete, macchie solari, eclissi e montagne lunari che furono frutto di accurate osservazioni e che divennero ben presto strumenti di vitale importanza per la comunità scientifica che non aveva ancora a disposizione la fotografia. Alcuni suoi lavori, qui sotto riportati, sono visibili presso il Museo della Specola di Bologna.

## Tavole astronomiche

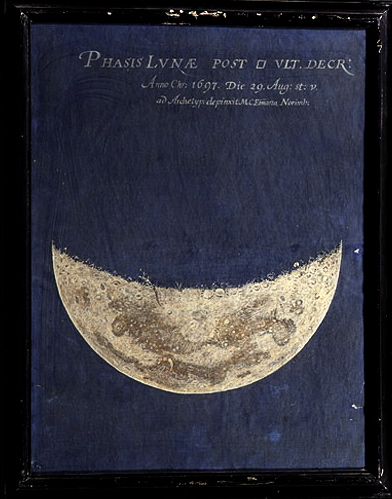
Fase lunare
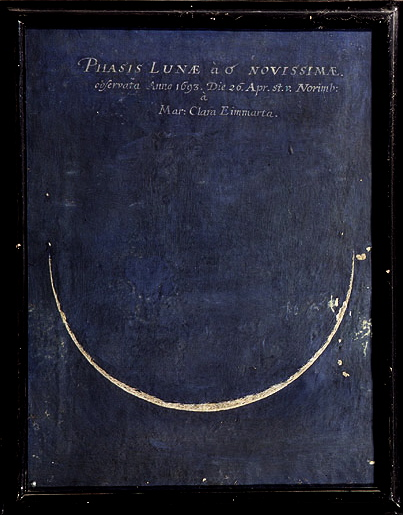
Fase lunare
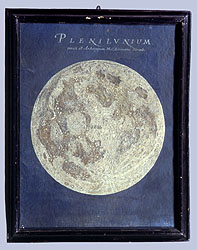
Luna piena
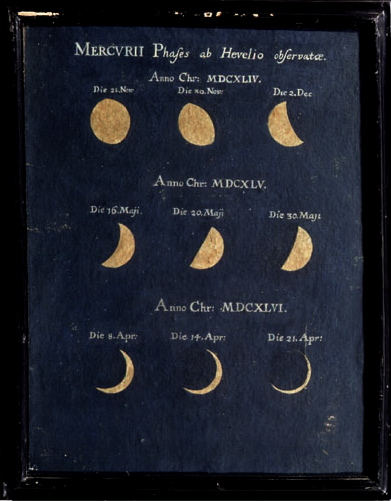
Fasi del pianeta Mercurio osservate da Johannes Hevelius
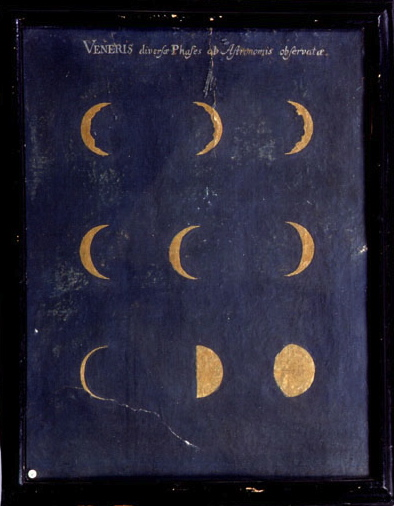
Fasi del pianeta Venere
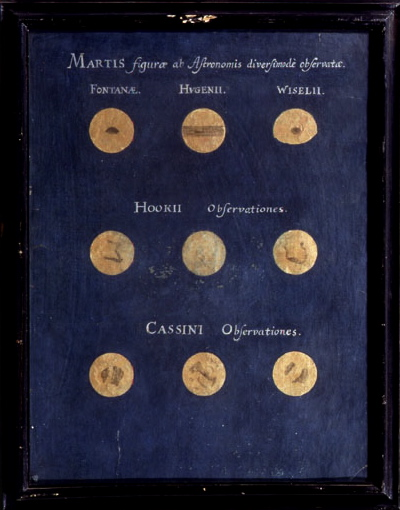
Il pianeta Marte
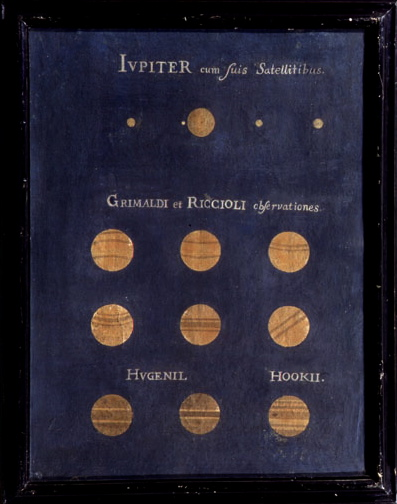
Il pianeta Giove
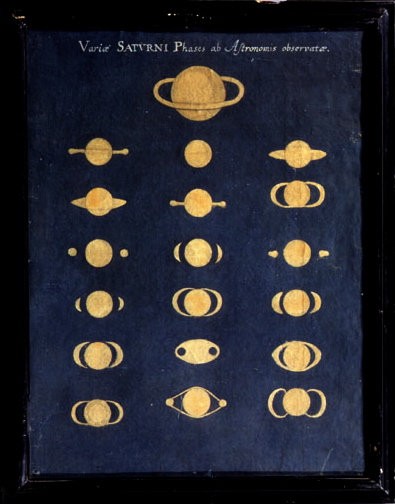
Il pianeta Saturno
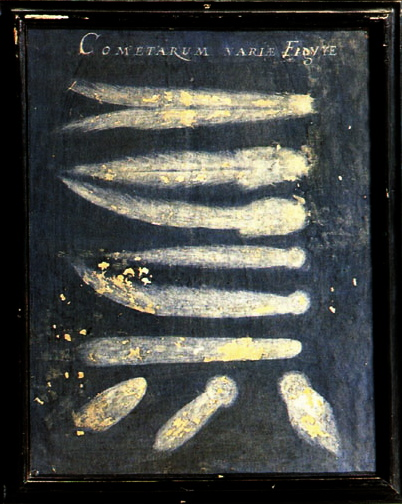
Comete
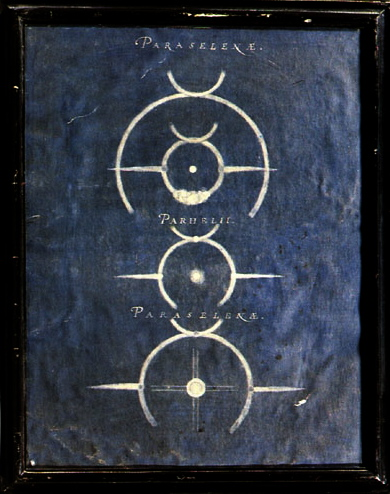
Paraselene e Parhelion
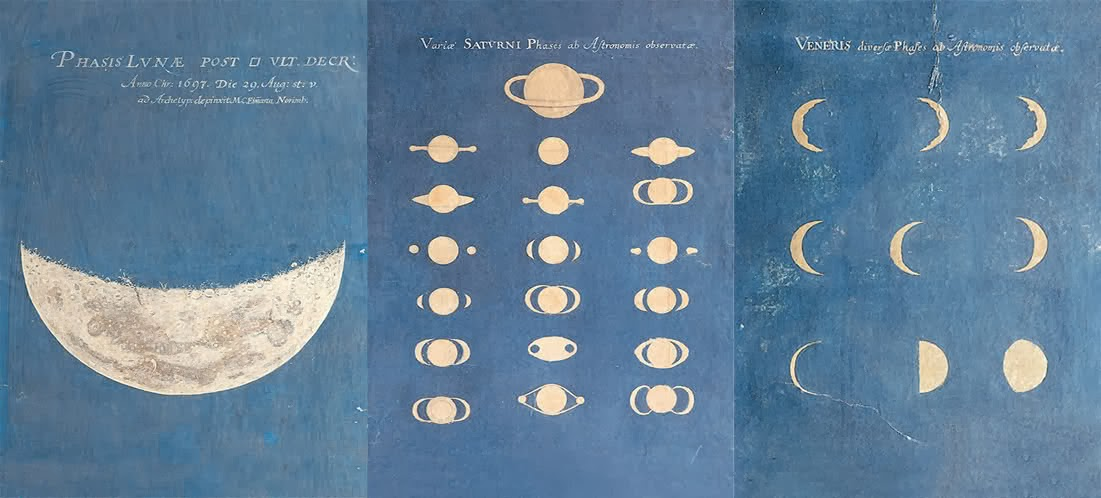
Illustrazioni astronomiche